# Poolstalige Wikipedia
De Poolstalige versie van Wikipedia werd opgericht op 26 september 2001 en overschreed op 24 september 2013 het aantal van 1 miljoen artikelen. Na de Russische Wikipedia is het de grootste Wikipedia in een Slavische taal.
De Poolstalige Wikipedia begon als een onafhankelijk project onder het domein wiki.rozeta.com.pl. Op verzoek van de makers van de Engelstalige Wikipedia werd de site toegevoegd aan het internationale Wikipedia als pl.wikipedia.com op 12 januari 2002 en op 22 november 2002 als pl.wikipedia.org.
De woorden "Wikipedia, de vrije encyclopedie" in het Pools zijn Wikipedia, wolna encyklopedia, dat wordt uitgesproken als /vʲikʲiˈpɛdʲa ˈvɔlna ɛntsɨklɔˈpɛdʲa/.

## Tijdlijn
- In juli 2005 werd tsca.bot, een van de bots van de Poolstalige Wikipedia, geprogrammeerd om statistieken van officiële sites van de Franse, Poolse en Italiaanse regeringen te halen. Een paar maanden later had de bot meer dan 40.000 artikelen aangemaakt.
- Op 4 september 2005 nam hij de zesde plaats over in aantal artikelen van de Nederlandstalige Wikipedia.
- Op 9 september kreeg hij opnieuw de zevende plaats in aantal artikelen omdat de Italiaanstalige Wikipedia meer artikelen had gekregen.
- Op 18 september 2005 nam hij de plaats over in aantal artikelen van de Zweedstalige Wikipedia en kreeg opnieuw de zesde plaats.
- Op 23 september 2005 nam hij opnieuw de plaats over in aantal artikelen van de Italiaanstalige Wikipedia en kreeg nu de vijfde plaats.
- Op 15 januari 2006 nam hij de vierde plaats over in aantal artikelen van de Japanstalige Wikipedia.

## Poolstalige Wikipedia op dvd
De Poolstalige Wikipedia werd voor het eerst gepubliceerd op dvd, samen met de papieren uitgave van het tijdschrift Enter SPECIAL in augustus 2005. De uitgever heeft niet geprobeerd de Wikimedia Foundation te contacteren om de dvd op de markt te brengen. De versie werd als illegaal beschouwd, omdat het de GNU GPL Licentie had geschonden. Daarnaast werkte de software die gebruikt werd in de versie niet onder Microsoft Windows 98.
Een nieuwe dvd-editie werd voorbereid als een gezamenlijk project van de Poolse tak van de Wikimedia Foundation (Wikimedia Polska) en de Poolse uitgever Helion. Hij zou artikelen bevatten die compleet waren op 24 november 2006. De editie werd gepubliceerd in eind juli 2007. Een exemplaar kostte 39 zloty.